# Кігома (регіон)
Кігома (суах. Mkoa wa Kigoma, англ. Kigoma) — один з 31 регіону Танзанії. Має площа 45 066 км², з яких 37 037 км² належать суші, за переписом 2012 року його населення становило 2 127 930 осіб. Адміністративним центром є місто Кігома.

## Географія
Розташована на північному заході країни, межує з Демократичною Республікою Конго та Бурунді, має вихід до озера Танганьїка.

## Адміністративний поділ
Область поділяється на 7 округів:
- Кібондо
- Касуле
- Кігома міський
- Кігома сільський
- Бухігве (Buhigwe)
- Каконко (Kakonko)
- Увінза (Uvinza)